# St. Wendel (Buch am Wald)

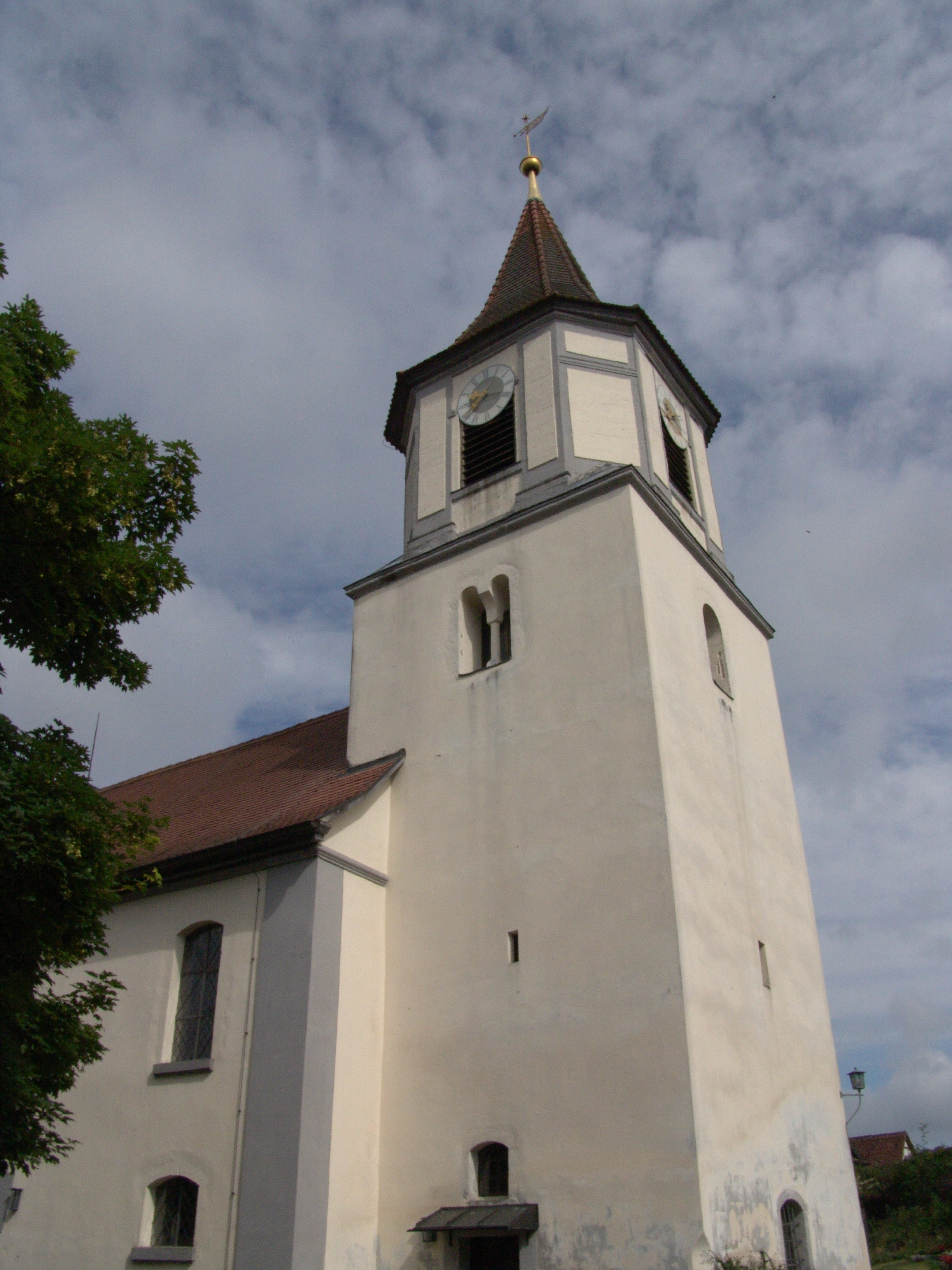
St. Wendel (Buch am Wald)

Die evangelische Pfarrkirche St. Wendel ist ein denkmalgeschütztes Kirchengebäude, das in Buch am Wald, einer Gemeinde im Landkreis Ansbach (Mittelfranken, Bayern) steht. Das Bauwerk ist unter der Denkmalnummer D-5-71-125-6 als Baudenkmal in die Bayerische Denkmalliste eingetragen. Die Kirchengemeinde gehört zum Evangelisch-Lutherischen Dekanat Leutershausen im Kirchenkreis Ansbach-Würzburg der Evangelisch-Lutherischen Kirche in Bayern.

## Beschreibung
Die unteren Geschosse des ehemaligen Chorturms und Teile der östlichen Umfassungsmauern des Langhauses stammen aus dem 13. Jahrhundert. Die Saalkirche wurde 1744/45 nach Plänen von Johann David Steingruber als Predigtkirche im Markgrafenstil umgebaut. Der Kirchturm im Osten wurde um ein achteckiges Geschoss aus Holzfachwerk aufgestockt, das die Turmuhr und den Glockenstuhl mit drei Kirchenglocken beherbergt, und mit einem achtseitigen, spitzen Helm versehen. An drei Seiten des Innenraumes wurden Emporen eingebaut. Die Orgel mit 16 Registern, zwei Manualen und Pedal wurde 1987 von Konrad Koch gebaut.